# ドラゴンクエスト
『ドラゴンクエスト』（DRAGON QUEST）は、1986年（昭和61年）5月27日にエニックス（現：スクウェア・エニックス）より発売されたファミリーコンピュータ（ファミコン、FC）用ロールプレイングゲーム。通称は『ドラゴンクエストI』（ドラゴンクエストワン）、『ドラクエ1』。キャッチコピーは「今、新しい伝説が生まれようとしている」。
家庭用ゲーム機では日本初となるオリジナルタイトルのロールプレイングゲームとして知られる。当初、本作は単発作品であったため、詳しい人物設定や背景像などはなかったが、ゲームのシリーズ化に伴い、後続作品との関連性を持たせるため、後からさまざまな公式設定が追加された。後に発売される『ドラゴンクエストII 悪霊の神々』『ドラゴンクエストIII そして伝説へ…』は、本作との関連が深く、この3作は合わせて「ロトシリーズ」と呼ばれる。
社会現象を巻き起こした『ドラゴンクエストIII』の発売後には、本作『ドラゴンクエスト』の小説化やゲームブック化に加えドラマCD（CDシアター）化も行われた。
日本では同年内にMSX、MSX2にも移植された。その後、リメイク版としてスーパーファミコン（以下SFC）用ソフト『ドラゴンクエストI・II』、ゲームボーイ（以下GB）用ソフト『ゲームボーイ ドラゴンクエストI・II』に収録され、Wii用ゲームソフト『ドラゴンクエスト25周年記念 ファミコン&スーパーファミコン ドラゴンクエストI・II・III』にFC・SFC版の両方が収録された。
2000年代以降にはフィーチャーフォン用アプリ（iアプリ、EZアプリ、Vアプリ）、スマートフォンアプリ（Android、iOS）としての配信も行われた。2017年8月10日にはPlayStation 4、ニンテンドー3DS版もダウンロード配信が開始された。また2018年7月7日に発売されたニンテンドークラシックミニ ファミリーコンピュータ 週刊少年ジャンプ50周年記念バージョンにはFC版が収録された。2019年9月27日にはNintendo Switch版もダウンロード配信が開始された。
北米では、1989年5月にNESで『Dragon Warrior』として任天堂から発売され、後にGB版『Dragon Warrior I & II』にも収録された。

## ゲーム内容
移植・リメイク版については他機種版の節を参照。

### ゲームの目的
プレイヤーの目的は、伝説の勇者「ロト」の血を引く勇者として、「竜王」にさらわれた姫を救い出し、そして竜王を倒すことである。その目的を達成するためには、敵キャラクターであるモンスター（魔物）を倒して経験値と通貨となるゴールドを稼ぎ、レベルを上げ強い武器・防具を購入してプレイヤーキャラクターを強くし、探索範囲を徐々に広げていき、また、町の人々から情報を得て、それをヒントに重要アイテムを手に入れて謎を解く必要がある。

### 主人公
ゲームスタート時に主人公の名前を決定し、初期ステータスとレベルアップ時のステータス上昇パターンが変化する。
主人公にはHP・MP・力・素早さ・経験値・ゴールド・攻撃力・守備力のパラメータが存在する。経験値が一定値に達するとレベルが上がり、ステータスが上昇したり呪文を覚えたりする。最高レベルは30。ゴールドはこの世界の通貨で、さまざまな店で使用する。
主人公の装備品は攻撃力を上げる「武器」と守備力を上げる「鎧」「盾」に専用枠が設けられている。本作では入手した武器や防具は自動的に装備されるシステムになっており、店で買った場合はそれまで装備していたものが買い取られ、宝箱などから入手した場合はそれまで装備していたものは破棄される。それ以外の装飾品は通常の道具として扱われ、「つかう」ことで身に付けたことになる。
主人公がMPを消費して使用できる魔法の呪文は全10種類で、最初は一つも覚えていないが、レベルが一定値まで上がるたびに1種類ずつ順に覚えていく。道具の代用になるもの（その効果は道具と若干異なる）や、回復呪文、敵の行動を封じる補助呪文、攻撃呪文などが存在する。これらは敵モンスターが使用してくる場合もある。
主人公はアイテム（道具）を持つことができ、道具にはHPを回復する「やくそう」、暗い洞窟内を照らす「たいまつ」、敵モンスターとのエンカウントを回避する「せいすい」、守備力を上昇させる「りゅうのうろこ」、ラダトーム城へ帰還する「キメラのつばさ」、扉を開く「かぎ」などがある。アイテムは基本的に使い捨てで、このうち、「やくそう」「かぎ」は道具とは別個で、それぞれ6つまで所持できる。

### 移動画面
移動画面は主人公とその周囲を真上から見下ろした「トップビュー」となっている。フィールドマップには町やダンジョンなどのオブジェクトが散在しており、そこへ主人公を移動させると自動的に町やダンジョンに入場する。逆に町やダンジョンから外へ出た場合には自動的にフィールドマップへ移動する。フィールドマップには平地や森、砂漠などさまざまな地形が存在し、移動しにくい（移動時に若干のウェイトが生じる）山や、岩山や海など移動できない地形、入るだけで主人公のHPにダメージを与える毒の沼も存在する。
本作のみのシステムとして、ダンジョン（洞窟）の内部は完全な暗闇であり、何もしていない場合は主人公のいるブロックしか画面に表示されず、道具「たいまつ」または「レミーラ」の呪文を使わなければ周囲の地形が見えない。このように可視範囲が限定されるシステムは『ウィザードリィ』など当時の多くのRPGに見られたが、難度を不要に上げるだけのものとなっていたため、次回作以降は最初から部屋を見渡せるよう変更されている。

#### コマンド
移動画面ではメニューコマンドウィンドウを開き、以下の8つからコマンドを選択できる。
はなす
町の住民などの話を聞く。本作ではキャラクターの向きの概念がなく常に同じ方向を向いているため、「はなす」コマンドを選んだ後に、話したい相手のいる方角を東西南北の中から選ぶ必要がある。店を利用する際にもカウンターごしにこのコマンドを使うことで利用できる。
つよさ
主人公のパラメータを確認する。
かいだん
階段を昇降する。階段の上で使用する（本作では階段の上に乗っただけでは昇降しない）。
とびら
持っている魔法の鍵（「かぎ」）を1個消費して扉を開ける。本作では「かぎ」はシナリオ中盤から行くことのできる鍵屋で購入することで補充する方式であり、一度使用すると壊れる（1個減る）。「どうぐ」コマンドで鍵を使用した場合でも同様に扉を開けることが可能。
じゅもん
覚えている呪文を使用する。本作では戦闘時に敵に対して使う呪文を移動中に唱えることもできるが、唱えてもMPを消費するのみで効果はない。
どうぐ
持っているアイテムを使用する。
しらべる
自分のいる位置を調べる。
とる
宝箱を開ける。宝箱の上に乗って使用する。
以上のコマンド形態は、「かいだん」や「とびら」コマンドの自動化、「とる」を「しらべる」に統合、『V』以降の「べんりボタン」の導入など、続編が制作されるたびに一つのコマンドにさまざまな役割を持たせるなどして整理されていき、整理されたシステムを採用した続編以降に発売されたリメイク版においては本作のコマンドシステムは使用されていない。

#### 店
町には、戦闘で使う武器・鎧・盾などを扱う武器と防具の店、「やくそう」などのアイテムを扱う道具屋、「せいすい」のみを扱う聖水屋、前述の「かぎ」を扱う鍵屋などの店がある。これらの店では、入手したいアイテムに対応する価格分のゴールドを払うことにより、その武器・防具やアイテムを入手する（買う）ことができる。不要なアイテムを道具屋で売り、ゴールドに替えることもできる。なお本作では武器・鎧・盾を新しく買うとその場で即座に装備し、古い装備は引き取られる。
ほかに、宿屋では、宿泊してHPとMPを最大値まで回復することができる。宿泊料金は町により異なるが、スタート地点のラダトームから遠い町ほど高額になる傾向がある。

### 戦闘
フィールド上、ダンジョン（ロトの洞窟を除く）、廃墟の町など、敵のいる場所を歩いていると、突然画面が切り替わり、敵モンスターとの戦闘になる（ランダムエンカウント）。戦闘が発生した場合は戦闘ウィンドウが開き、モンスターのグラフィックが表示され、戦闘用の効果音が流れ、地上の場合のみ戦闘背景も表示される。
本作での戦闘は常に主人公と1体のモンスターによる1対1である。自分の行動を選択できる状態になるとコマンド入力待ちとなり、武器で攻撃して相手のHPを減らす「たたかう」、呪文を使用する「じゅもん」、アイテムを使用する「どうぐ」、敵から逃げ出す（必ず逃げられるわけではない）「にげる」の中から自分の行動を選択して戦闘を行う。
本作ではプレイヤーや敵のステータスに関係なく、各ターンで基本的にまず主人公が先手となり行動し、続いて敵が後手となり行動する形で、どちらかが倒れる（HPが0になる）まで主人公と相手が交互に行動を繰り返していく。ただし、戦闘開始後、主人公が身構えるより早く敵が襲ってくる場合があり、そのときはターン開始前に一度敵の攻撃を受けてから各ターンを繰り返す。1対1の戦闘であるため、呪文「ラリホー」の効果で眠っている状態だと行動はできず、目が覚めるまで相手側が一方的に攻撃する。行動の結果は常にメッセージウィンドウに表示され、どのように戦闘が進んでいるか確認できる。
敵のHPを0にできればその敵を倒したことになり、その敵に応じた経験値とゴールドを入手できる（最大65535Gまで）。逆に主人公のHPを0にされた場合は死亡し敗北となるが、ゲームオーバーとはならず、スタート地点であるラダトーム城で生き返る。所持金が半分になるが、経験値・レベル・所持アイテムは死亡したときの状態のまま継続できる。この基本システムは次作以降にも引き継がれている。

### 復活の呪文
本作はRPGという性質上、ゲームを始めてからエンディングを迎えるまでに時間がかかるが、バッテリーバックアップなどの記録機能を実装していないため、一度ゲームを中断して電源を切ったあと、パスワードを入力することで次回にその続きからプレイできるようになっている。
中断するときは、ラダトーム王に話しかけることによって画面に表示される「復活の呪文」と呼ばれるひらがな20文字のパスワードを書き留め、次回ゲームを開始するときに画面にパスワードを正しく入力すれば、中断したところから冒険を再開することができる。ただしパスワードを1字でも間違えるとゲームを再開することはできない。
復活の呪文は次作『ドラゴンクエストII』でも登場する。なお、復活の呪文には現在のHP・MPの値や、宝箱のアイテム取得済みのフラグなどといった詳細な情報は記録されず、復活の呪文を入力してゲームを再開した場合はHP・MPは必ず最大値となる。宝箱の中身は、ダンジョンから一度出て、また入り直すと自動的に復活する。そのため、宝箱の中身を何度でも取ることができる。
新しい復活の呪文を出したあとでも、以前に出した古い復活の呪文は有効であり、古い復活の呪文を入力した場合、その復活の呪文を出した時点の状態で再スタートすることが可能である。公式ガイドブックでは、書き間違いに備えて、復活の呪文を一度に2つ出すことが推奨されている。

### 道具
ここでは、作品中に登場する重要な道具を挙げる。
たいまつ
洞窟内を1歩先まで照らすことができる。呪文「レミーラ」に比べ効果の範囲が狭いが、一度使用すると効果は洞窟を出るまで持続する。使い捨てだが、安価に入手できる。
妖精の笛
アレフガルドに住んでいた妖精の作った笛。強大な敵であるゴーレムを眠らせる効力を持つ。
銀の竪琴
ガライの町を築いた吟遊詩人ガライが愛用していた竪琴で、ガライの墓に保存されている。奏でると魔物を呼び寄せる。
王女の愛
ローラ姫の愛がこめられたペンダント。現在地からラダトーム城までの距離と、次のレベルまでの必要経験値を教えてくれる。
太陽の石、雨雲の杖
勇者ロトが集めていた聖なる道具。アレフガルドに広まる「太陽と雨」の言い伝えに関連する道具であり、2つの道具が合わさることで虹の橋を架ける能力を持つ「虹のしずく」が得られる。竜王の島に渡るために必要である。
ロトのしるし
勇者ロトの血を引く勇者の証。剣・鎧同様に、鳥を模ったロトの紋章が刻まれている。
ロトの剣、ロトの鎧
勇者ロトの残した剣と鎧であり、それぞれ本作最強の武器・鎧である。鎧は毒沼・バリアーからのダメージを無効化し、歩くごとにHPが回復する能力を持つ。なお、ロトの盾とロトの兜は本作には登場しない。

### バッドエンディング
本作は、シリーズで唯一のバッドエンディングが存在する。最終ボスである竜王との会話のイベントにおいて「はい・いいえ」の選択を誤ると文字が赤くなり、マップが真っ暗となって画面が完全に停止し、ゲームの続行が不可能となる。その寸前に復活の呪文を教えてもらえるが、この復活の呪文を入力すると、レベル1、経験値・ゴールドが0で武器防具・道具を全く持っていない状態でゲームの最初からスタートする。
この状態になった場合、上述のように古い復活の呪文を入力することで、その時点の状態で再スタート可能である。逆を言えば、以前にメモした復活の呪文を紛失したり書き間違えていたりした場合はそこまでの進行を失われる。

### その他
- 本作の洞窟のBGMは、下の階層に行くほど音程が低くスローテンポになり、恐怖を演出している。次作以降では階層にかかわらず同じBGMが用いられている。
- アレフガルドの町に住む住民の中には、『週刊少年ジャンプ』のゲーム紹介コーナー「ファミコン神拳」のスタッフでもあった「ゆうてい」（堀井雄二）、「みやおう」（宮岡寛）、「キムこう」（木村初）がアレフガルドの各町に登場している。メルキドでは『ポートピア連続殺人事件』を宣伝する台詞も登場していた。エンディングスタッフロールのスペシャルサンクスにクレジットされているKAZUHIKO TORISHIMAは当時週刊少年ジャンプ編集者の鳥嶋和彦である。

### 北米版（NES版）
北米版『Dragon Warrior』では、日本の『ドラゴンクエストII』以降と同様にキャラクターが横や後ろを向くことができるようになり、フィールドの白い海岸線のグラフィックが追加されるなどビジュアル面も多少変更されている。このほかに日本版『ドラゴンクエストIII』以降と同様にバッテリーバックアップが搭載された。なお、これ以外のゲームシステムやシナリオは日本版と変わらない。ただ、ファンタジー小説の影響でセリフはやや古風な英語に訳された。ローカライズは、当時ハル研究所に所属していた岩田聡が担当した。

## 設定

### ストーリー
美しく豊かな大地、アレフガルドはかつて大魔王の手によって闇に閉ざされていたが、大魔王は伝説の勇者ロトによって倒され、魔物たちも光の玉によって封印された。それ以来、アレフガルドは平和が続いていた。
月日は流れ、ラダトームの王であるラルス16世がアレフガルドを治める時代に、アレフガルドに再び邪悪な者が現れた。その名は竜王。竜王はラダトームから光の玉とローラ姫を奪い、アレフガルドは再び魔物の徘徊する世界となった。竜王に戦いを挑んでいった者はいたが、生きて帰ってきた者は一人もいなかった。そして、ローラ姫もどこかに監禁された。
そんな中、予言者のムツヘタが勇者ロトの血を引く者が竜王を滅ぼすであろうと予言した。そして予言どおり、ロトの血を引く勇者が現れた。王様に姫と平和を取り戻すよう頼まれた勇者は、竜王の城を目指して一人旅立つのである。
ラダトームを出発し、長い旅の末にたどりついたリムルダールの町で勇者は魔法の鍵を手にする。鍵を使い旅を進めた勇者は銀の竪琴、太陽の石、雨雲の杖を入手する。そして力をつけた勇者は沼地の洞窟の奥にいるドラゴンを倒し、その奥の部屋に閉じ込められているローラ姫を救い出す。勇者に抱きかかえられて城に帰還したローラ姫から愛の証としてもらったものの助けを借りてロトの印を入手し、魔の島に渡るすべを得て「竜王の城」へと辿り着き、玉座の後ろにある隠し階段を降りて広大な迷宮へと降りていく。
最下層にある竜王の間で勇者の強さを認めた竜王は、「もし、わしの味方になれば世界の半分を勇者にやろう」と誘いをかけてくる。竜王のその誘いを撥ね退けた勇者は、壮絶な戦いの後、竜王を討ち倒す。その後ラダトームに帰還した勇者は、新たなアレフガルド国王として国を統治してほしいと託されるが、自分の治める国があるなら自分自身で探したいと言って断る。そして勇者は同行を申し出たローラ姫とともに、新たな地に国を作るべくアレフガルドから旅立つのであった。

### 世界設定
アレフガルドと呼ばれる国が舞台となっている。アレフガルドの「アレフ」はギリシャ数字のアルファのことを指す。また、ガルドは、北欧神話におけるアスガルドと同じであるとすれば、古ノルド語の「王国」「囲い」を意味する。総じて「始まりの国」を意味する。
なお、「ファミコン神拳」で本作の製作が発表された段階では、「アレフランド」という名称であった。

### 舞台設定
ラダトーム城
アレフガルドの中心となる城であり、冒険のスタート地点でもある。国王より復活の呪文を授かる城でもある。城1階の東側半分は鍵がないと入れない。宝物庫やMPを回復してくれる老人も存在する。また、某所には地下室の入口もある。HPがゼロになると、この城に戻されて生き返る。
ラダトームの町
ラダトーム城の城下町。武器防具屋、道具屋、宿屋、聖水屋といった一通りの施設が揃う。
ロトの洞窟
ラダトームの北北西にある2層構造の洞窟。勇者ロトの残したメッセージを読むことができる。魔物は出現しない。
ガライの町
ラダトームの北西にあるガライヤ半島に存在する町。吟遊詩人ガライによって作られた。町の北側には大きな屋根に覆われた建物があり、さらにその裏には、ガライの遺した楽器の眠る迷宮「ガライの墓」の入口がある。
岩山の洞窟
ラダトームの南西にある2層構造の洞窟。重要アイテムは無く、必ず行かなければならない場所ではないが、多数の宝箱があり様々なアイテムやゴールドを入手できる。本作のゲームシステム上、宝箱を開けても一度洞窟を出て再び入ることで再度アイテム・ゴールドを得ることが可能。
マイラ
ラダトームから東方にあるマイラの森にある村。リウマチに効くといわれる温泉がある。この温泉はある秘密のヒントになっている。
雨のほこら
マイラから北西に位置する、三賢者の1人の隠棲所。本作の数百年前に当たる『III』では「ルビスの塔」が存在した場所だが、跡形もなくなっている。
沼地の洞窟
マイラの南とリムルダールの北とを結ぶ海底トンネル。ローラが捕らえられている部屋があり、ドラゴンがそれを守っている。
リムルダール
マイラの南、リムルダール島の中心の湖に囲まれた町。鍵を売る店や予言所がある。道具屋が無い。
聖なるほこら
リムルダール最南の山岳地帯に位置。三賢者の1人があるアイテムを守っている。『II』にも登場する
ドムドーラ
ガライの町のはるか南、ドムドーラ砂漠にあった町。魔物に滅ぼされ廃墟と化している。町の東側にロトの鎧が埋められているが、悪魔の騎士によって守られている。本作より昔のアレフガルドが登場する『III』では、魔物に滅ぼされておらず活気のある町である。
メルキド
アレフガルド南部のメルキド高原にある城塞都市。人間の作った怪物ゴーレムによって守られている。多くの店があり、高価な武具も売られている。『ドラゴンクエスト 知られざる伝説 ロト2』ではゴーレムを作ったのは大賢者「グラショフ」という設定がある。
竜王の城
ラダトームの対岸の島にある敵の本拠地。地上1階、地下7階の全8層からなる巨大かつ複雑なダンジョン。隠された階段があり、この階段を見つけなければ、竜王のいる最下層にはたどり着けない。

## 登場人物
主人公
声 - 関俊彦（CDシアター版） / 花江夏樹（ライバルズエース）
本作の主人公。かつてアレフガルドを救った勇者ロトの血を引く者。ラルス16世の導きに応じ、アレフガルドにやってきた。角付きの兜がある甲冑を身に付けている。
攻撃・回復・戦闘補助の呪文を一通り覚えることができ、全体的にすべての能力のバランスが良いが、付けた名前の文字により、初期ステータスや各パラメータの伸びが多少変化する。また、主人公の過去・素性などに関する事柄についてはまったく明かされず、主人公の出身地や親族などもゲーム中に登場しない。
『IX』では装備がコスプレアイテムとして登場した。
『剣神ドラゴンクエスト』で大幅にデザインが変更され、その姿のまま『ドラゴンクエスト モンスターバトルロード』にも登場した（特定のカードイラストには旧作の姿で描かれている）。Wii版『バトルロードビクトリー』では、『剣神』の服装の上から今作の鎧・兜を身に付ける演出がある。
ローラ姫
声 - 笠原弘子（CDシアター版） / 細川ふみえ（『BSドラゴンクエストI』） / 茅野愛衣（ライバルズエース）
アレフガルド王家の王女でラダトーム国王ラルス16世の一人娘。物語開始時点の半年前には既に竜王にさらわれ、とある洞窟に監禁されている。竜王は世界征服後、彼女を妻にする予定だったらしい。勇者に助け出された後、彼の助けとなるアイテム「王女の愛」を渡す。全てが終わった後に勇者と旅立ち、まだ見ぬ新天地を見つけ、ともに新たな王国を建設する。
王のそばにいる兵士から救出を依頼される。ゲームを進めていく中で勇者が救出することになるが、彼女を救出することはゲームの最終目的ではなく、中盤のイベントとなっている。コミック『ドラゴンクエストへの道』によると、「“敵の大ボスを倒してから姫を救出する”のは既にありふれていたので、救出は中盤に持ってきた」とのこと。
救出すると、主人公のグラフィックがいわゆる「お姫様だっこ」をしたポーズに変化し、ラダトームまで一緒に旅をすることになる。道中で町に立ち寄り宿に泊まると、翌朝に宿の主人が「ゆうべはおたのしみでしたね」と意味深なメッセージを投げかけてくる。勇者がローラ姫を抱えたまま死んだ場合、再び洞窟に閉じ込められてしまい、再度救出する必要がある。
ラダトーム城にいるラルス16世の元に送り届けたあとはラルス16世と並んで座り、会話ができるようになる。会話の選択肢でローラ姫を否定するような選択をすると「そんな ひどい………。」というメッセージとともに同じ選択肢が再度出現し、否定し続けると所謂「無限ループ」の状態になってしまう。これは全てのリメイク版にも継承されている。
リメイク版ではローラ姫を抱きかかえたまま竜王に話しかけると、竜王の台詞が追加されたり、エンディング前の演出も一部変更されるようになっている。
「王女の愛」は全面クリアするための必須アイテムを見つけやすくするための道具である。この必須アイテムは決まった位置にあり、王女の愛を手に入れずに入手することも可能である。したがってローラ姫を助けることなくクリアすることも可能であり、ローラ姫を助けずにクリアした場合、エンディングにローラ姫が登場せずにスタッフロールに進む。
ラルス16世
声 - 槐柳二（CDシアター版）
アレフガルド国王。竜王に対抗できる「ロトの血を引く者」を召喚する。FC版では「復活の呪文」発行、リメイク版では「冒険の書」の記録を行う。
ガライ
声 - 永井一郎（CDシアター版）
いにしえの時代に活躍した伝説の吟遊詩人。彼の残した銀の竪琴は、モンスターも魅了する音色を持つ。
よしりーん
声 - 星野充昭（CDシアター版）
マイラの村からリムルダールに移り住んできた老人。キーアイテム『妖精の笛』の場所を知っている。
ロッコ
リメイク版に登場。リムルダールにてナナという彼女を待っている。よしりーんと同じ、『妖精の笛』の場所を知っている。
ゆきのふ
竜王、およびその配下の魔物の軍勢により滅ぼされたドムドーラで武器屋を営んでいた老人。既に亡くなっているためか、劇中には登場しない。店の裏の木の根元にある強力な鎧を隠したらしい。なお『III』でゆきのふという乳児が名前のみ登場する。『ドラゴンクエスト 知られざる伝説 ロト2』ではユキノフ（本書ではカタカナ表記）とその息子マリノフが登場する。また『ドラゴンクエスト アイテム物語』では「名前」ではなく「屋号」だとする説が挙げられている。
竜王
声 - 加藤精三（CDシアター版） / 大塚芳忠（ライバルズ）
本作の最終ボス。光の玉を奪い、世界を闇に包んだ張本人。ラダトーム城から目と鼻の先にある竜王の城に住む。魔法使いの仮の姿と、竜の真の姿がある。

## 開発
エニックス主催の第1回ゲーム・ホビープログラムコンテストで出会った堀井雄二と中村光一が、千田幸信と共に訪れたアメリカのアップル社展示会「アップルフェスト」で当時アメリカでブームだったRPGに感化されて発案・企画した。
シナリオ・ゲームデザインは当時集英社の『週刊少年ジャンプ』（以下『ジャンプ』）にファミコン関連の記事を執筆していた堀井雄二、キャラクターデザインは同じく『ジャンプ』で『ドラゴンボール』を連載していた鳥山明、作曲は当時CM音楽などを主に手がけていたすぎやまこういち、プログラミングは当時天才少年と言われていた中村光一率いるチュンソフトが担当し、各メンバーやエニックスとの懸け橋として千田幸信が各所を飛び回った。
タイトルロゴデザインは、『ジャンプ』の読者コーナー「ジャンプ放送局」のレイアウト担当であった榎本一夫（バナナグローブスタジオ）が手がけた。決定稿に当初竜は描かれていなかったが、ゲームにもタイトルにも「ドラゴン」というキーワードがあることから、ロゴに竜を絡めてはどうかと榎本が提案。鳥嶋和彦を介し鳥山明に依頼、青いドラゴンが描きおろされた。
開発期間は約5か月。『ドラゴンクエストへの道』によれば、マスターアップ直前にプログラム再構成により納期を1週間先延ばししたため、デバッグ作業は堀井雄二やチュンソフト、エニックス社員を総動員して行われたとしている。

### 容量削減
ドラクエ2は1Mbitロム、ドラクエ3は2Mbitのところ、本作で使用されたROMの容量は512kbit（64KB）と非常に小さいため、主にゲーム中使用されるテキスト部分においてデータ量の削減のためにさまざまな工夫が行われている。
カタカナ文字の制限
カタカナは50音すべてが搭載されておらず、文字種を限定した上でアイテム名や魔法名などを付けていた。具体的には、使用したカタカナは以下の20文字である。
イ、カ、キ、コ、シ、ス、タ、ト、ヘ、ホ、マ、ミ、ム、メ、ラ、リ、ル、レ、ロ、ン
これに濁点（゛）と音引き（ー）を組み合わせ、全てのカタカナ表現を行った（以上ガンガンコミック『ドラゴンクエストへの道』112ページより）。実際にはカタカナの「ヘ」「リ」は平仮名の「へ」「り」に似ていることを利用し、そのままカタカナの「ヘ」「リ」に代用し、18文字分の文字キャラデータでカタカナ20文字を表現した。これはシャーロックホームズのファンであった堀井雄二が「よく使われる英語文字」をヒントにして、ライター業の中で考案した「よく使われるカタカナ」である。
濁点込みのフォントとして用意されたカタカナについては「ド」の字だけになっている。
グラフィック面の制限
グラフィックに関しても、容量を考慮した仕様が目立つ。主人公をはじめとするキャラクターには横や後ろを向いたパターンが用意されておらず、前向きのグラフィックのみである。このため、プレイヤーから見ると横方向に歩くときも前を向いたまま歩いているように見え、当時は俗に「カニ歩き」と呼ばれた。ほとんどのキャラクターの場合、左右対称にデザインした上でポーズを付けた1枚の画像を、左右反転表示し続けることで足踏みの2コマアニメーションを表現していたが、王様、姫、竜王は完全な左右対称・静止画となっていた。敵キャラクターも静止画であり「動き」を表現できるほどのリソースも無いため、堀井雄二や中村光一の提案で「ダメージを受けると画面が揺れる」「HPが少なくなると文字の色が変わる」など後のRPG作品の基礎となる部分も作られた。
サウンド面の制限
タイトル画面の「序曲」とエンディングスタッフロールの「フィナーレ」以外の曲は、内蔵音源3音のうちの2音しか使用されていない。

### RPG初心者への配慮
本作が出る前のファミコンのゲームソフトは、前年に発売された『スーパーマリオブラザーズ』に代表されるようなアクションゲームが主流であった。開発当時『週刊少年ジャンプ』でライターを務めていた堀井雄二は、同誌の主な読者層であった子供たちにRPGの面白さを伝えるという目的で本作を開発した。そのため本作では、RPGに馴染みの無い子供たちにゲームのやり方を理解してもらうための工夫がなされている。
ゲーム開始時の配慮
小学生を集めたテストプレイ時には、主人公はラダトームの町とラダトームの城の中間地点のフィールド上からのスタート位置であったが、町や城に入らずフィールド上をさまよい、主人公がすぐにモンスターにやられてしまうという子供が続出した。想定外の事態に開発者は悩まされたが、あえて開始時にラダトーム王の王室に閉じ込めるアイデアが採用された。
鍵の掛かった扉が階段の手前にあり、宝箱から鍵を手に入れないと王の部屋を出られないようになっているが、これは「とる」を使って宝箱を開ける、「とびら」で扉を開ける、「かいだん」で階段を降りるといった基本操作を学習させたり、「はなす」で王や兵士たちの話を聞き、主人公がこれからどうすれば良いのか目的を理解させるためである。
ゴールを見せる
竜王の城がラダトーム城の対岸にあるのも、最終目的地となる竜王の城を見せることでゴールの場所と目的を明確化し、初心者にわかりやすくする配慮の一つであった。
レベルアップの経験値
レベルが1から2になるのに必要な経験値は開発当初は「20」に設定されていたが、レベルアップの爽快感を味わってもらおうという目的で「7」に引き下げられた経緯がある（このサブセクションの出典として）。
死亡時のゴールド半減
また先述のようにHPが0になってしまってもゲームオーバーにはならず、ゴールドを半額失うだけで経験値と所持品はそのままの状態で再スタートが可能であるが、この方式はそれまでのRPGにおける戦闘敗北のリスクがあまりに高いと思われたため導入されたもので、所持金が半分になっても経験値やアイテムが残っていればRPG初心者でも何とかゲームを進めていけるという考えから採用された。この方式はその後のドラゴンクエストシリーズにも受け継がれ、他のRPG作品でも多く採用されている。
ステータス画面
「つよさ」によるステータス画面も、当時のファミコンユーザー（すなわちRPG初心者）に配慮して開発された。一般にRPGはプレイと共に主人公の強さが変化するが、当時のPCゲームでは実際にプレイすることでプレイヤーが主人公の強さを体感できれば、開発する方としては詳細な情報を表示せずとも十分だった。しかし、家庭用ゲーム機で遊ばれる状況を想定した場合、友達や兄弟などの観戦者を伴って迷路や謎解きを話し合いながら協力して進めていくというプレイスタイルが予想されたことから、プレイヤー以外の初心者にも主人公の強さを知ってもらうために詳細な「つよさ」画面を作ることにしたという。

### スタッフ
- シナリオ・ライター：堀井雄二
- キャラクター・デザイナー：鳥山明
- ミュージック・コンポーザー：すぎやまこういち
- プログラマー：中村光一、吉田幸司、山森丈範
- CGデザイナー：安野隆志
- シナリオ・アシスタント：宮岡寛
- アシスタント：RIKA SUZUKI[注 14]、福沢正
- タイトル・デザイナー：榎本一夫
- マニュアル・イラストレーター：土居孝幸
- スペシャル・サンクス：鳥嶋和彦
- ディレクター：中村光一
- プロデューサー：千田幸信

## 移植版
| No. | タイトル                                                                               | 発売日                     | 対応機種                                                                                   | 開発元                     | 発売元                 | メディア                                         | 型式         | 備考                              | 出典                               |
| --- | -------------------------------------------------------------------------------------- | -------------------------- | ------------------------------------------------------------------------------------------ | -------------------------- | ---------------------- | ------------------------------------------------ | ------------ | --------------------------------- | ---------------------------------- |
| 1   | ドラゴンクエスト                                                                       | 1986年11月21日             | MSX                                                                                        |                            | エニックス             | 1メガビットロムカセット                          | E-G186       |                                   |                                    |
| 1   | ドラゴンクエスト                                                                       | 1986年11月21日             | MSX2                                                                                       | HBJ-G061C                  | エニックス             | 1メガビットロムカセット                          |              |                                   |                                    |
| 2   | ドラゴンクエストI・II                                                                  | 1993年12月18日             | スーパーファミコン                                                                         | チュンソフト               | エニックス             | 12メガビットロムカセット                         | SHVC-DQ      | リメイク版、売上本数約120万本     | [ 16 ]                             |
| 3   | ゲームボーイ ドラゴンクエストI・II                                                     | 1999年9月23日 2000年9月    | ゲームボーイ                                                                               | トーセ                     | エニックス             | 32メガビット+256キロRAM ロムカセット             | DMG-AEDJ-JPN | リメイク版                        |                                    |
| 4   | ドラゴンクエストI 完全版                                                               | 2004年3月1日               | FOMA900iシリーズ （iアプリ）                                                               | トーセ                     | スクウェア・エニックス | ダウンロード （ドラゴンクエストモバイル）        | -            | リメイク版                        | [ 17 ] [ 18 ]                      |
| 5   | ドラゴンクエストEZ                                                                     | 2004年8月19日              | CDMA 1X WIN対応機種 （EZアプリ (BREW)）                                                    | トーセ                     | スクウェア・エニックス | ダウンロード （ドラゴンクエストモバイル）        | -            | リメイク版                        | [ 19 ] [ 20 ]                      |
| 6   | ドラゴンクエストI 完全版                                                               | 2006年7月3日               | ボーダフォン3G対応機種 （Vアプリ）                                                         | トーセ                     | スクウェア・エニックス | ダウンロード （ドラゴンクエストモバイル）        | -            | リメイク版                        | [ 21 ] [ 22 ]                      |
| 7   | ドラゴンクエスト25周年記念 ファミコン&スーパーファミコン ドラゴンクエストI・II・III    | 2011年9月15日              | Wii                                                                                        | インテリジェントシステムズ | スクウェア・エニックス | Wii用12センチ光ディスク                          | -            | リメイク版、売上本数40万3953本    | [ 23 ]                             |
| 8   | ドラゴンクエスト                                                                       | 2013年11月28日             | Android iOS                                                                                | マトリックス               | スクウェア・エニックス | ダウンロード （ドラゴンクエスト ポータルアプリ） | -            | リメイク版、350万無料ダウンロード | [ 25 ] [ 26 ] [ 27 ] [ 28 ] [ 24 ] |
| 9   | ドラゴンクエスト                                                                       | 2017年8月10日              | PlayStation 4 ニンテンドー3DS                                                              | ビー・トライブ             | スクウェア・エニックス | ダウンロード                                     | -            | リメイク版                        | [ 29 ] [ 30 ]                      |
| 10  | ニンテンドークラシックミニ ファミリーコンピュータ 週刊少年ジャンプ50周年記念バージョン | 2018年7月7日               |                                                                                            |                            | 任天堂                 | 内蔵ソフト                                       | -            | FC版の移植                        | [ 31 ] [ 32 ] [ 33 ]               |
| 11  | ドラゴンクエスト                                                                       | 2019年9月27日              | Nintendo Switch                                                                            |                            | スクウェア・エニックス | ダウンロード                                     | -            | リメイク版                        | [ 34 ]                             |
| 12  | HD-2D版 ドラゴンクエストI・II                                                          | INT 2025年10月30日発売予定 | Nintendo Switch Nintendo Switch 2 PlayStation 5 Xbox Series X/S Microsoft Store on Windows | アートディンク             | スクウェア・エニックス | ダウンロード                                     | -            | リメイク版。                      | [ 35 ]                             |
|     | HD-2D版 ドラゴンクエストI・II                                                          | 同年10月31日発売予定       | Steam                                                                                      | アートディンク             | スクウェア・エニックス | ダウンロード                                     | -            | リメイク版。                      | [ 35 ]                             |

MSX版・MSX2版
ファミコン版とほぼ同じであり、復活の呪文も互換性があるが、エンディングで王と共に勇者を迎える兵士たちがこのシーンのみのオリジナルデザインであったりするなど、グラフィックやサウンド面において若干の相違点がある。
スーパーファミコン版

FC版のストーリーを基に、操作性やグラフィック面など多くの点を改良したリメイク作品。FC版発売から7年後の1993年に『ドラゴンクエストII』と合わせて1本のソフト『ドラゴンクエストI・II』として発売され、便宜上用いられていた「ドラゴンクエストI」の呼称が正式に使用されることとなった。町の人の台詞なども一部が変更・追加された。また『II』にNES版と同様のオープニングが追加された。
ゲームボーイ版

1999年に発売。SFC版と同様、『II』とセットで1本のソフトとなり、ナンバリングタイトル初の携帯ゲーム機用ソフトでもある。SFC版に準拠した移植だが、街で建物に2階が増えそこに移動した人がいるなどSFC版から若干の変更がある。また『I』にもオープニングが追加され、その場でゲームを中断する「中断の書」を利用できるようになった。
フィーチャーフォン版
2004年から配信を開始したフィーチャーフォンアプリゲーム。
SFC版・GB版での変更点が反映されているほか、呪文を覚えるレベル・次のレベルアップまでの必要経験値・レベルの上限（他機種はレベル30までだが、フィーチャーフォン版はレベル50まで上がる）の変更が行われている。また、移動中に「メッセージスピード変更」や「たびのこころえ」などのあるウィンドウを開くことができるようになった。
グラフィックやシステムは『スーパーファミコン ドラゴンクエストIII』をベースとしており、SFC版『I・II』よりもさらにグラフィックの質が向上している。
プレイヤーキャラクターに限り一部の用語が変更され、「キズ」が「体力」に、HPを回復させた時は回復した後の値がメッセージに表示され、完全に回復した場合は「全快した」と表示される。敵モンスターの場合は他の作品と表記は変わらない。
Wii版

2011年9月に発売。FC版の『II』・『III』、SFC版の『I・II』・『III』とセットで収録。中断機能が追加された。
スマートフォン版
2013年11月28日にAndroidおよびiOS向けに配信開始したアプリケーション『ドラゴンクエスト ポータルアプリ』から購入・起動する方式。
グラフィックはフィーチャーフォン版をベースに縦長画面対応させたもので、タッチパネル上の仮想コントローラにより移動や指示を出す。当初は半マス単位での移動など2010年代の感覚では難のある操作性だったが、2014年2月15日のアップデートで1マス単位での移動になるといった改善がされている。また、操作性の観点から、対象の方を向いていなくても、「!」が表示されている状態であればタップにより「はなす」「しらべる」が実行されるようになっている（以後の作品も同様）。
BGMは交響組曲のアレンジをベースにした共通のシンセサイザー音源が使われている。
PlayStation 4・ニンテンドー3DS・Nintendo Switch版
2017年8月10日（Nintendo Switch版は2019年9月27日）に配信開始。スマートフォン版をベースにしたもので、3DS版は下画面にマップが表示される。
それに先立ち、『ドラゴンクエストXI 過ぎ去りし時を求めて』のゲームクリア時に表示される「ふっかつのじゅもん」を入力する（ゲームクリアのセーブデータが必要）とPlayStation Store、ニンテンドーeショップで無料ダウンロードが可能となっていた（2018年1月28日まで）。
なお、有料版と無料版はゲーム内容は同じだが別ソフト扱いである。
HD-2D版
2024年11月14日に発売されたHD-2D版『III』を基に、操作性やグラフィック面など多くの点を改良したリメイク作品。その発売日から1年近くの2025年10月30日（Steamは同年10月31日）に『ドラゴンクエストII』と合わせて1本のソフト『ドラゴンクエストI・II』としてNintendo SwitchおよびNintendo Switch 2、PlayStation 5、XBOX SIRIES X|S、Windowsで発売する予定。

## 評価
| 項目 | キャラクタ | 音楽 | 操作性 | 熱中度 | お買得度 | オリジナリティ | 総合  |
| 得点 | 2.73       | 4.59 | 4.14   | 4.64   | 4.52     | 4.40           | 25.02 |

ファミリーコンピュータ版
ゲーム誌『ファミリーコンピュータMagazine』の読者投票による「ゲーム通信簿」での評価は別記の通り25.02点（満30点）となっている。
また、同雑誌1991年5月10日号特別付録の「ファミコンロムカセット オールカタログ」では、「RPGをメジャーにした1作」と本作を位置付けており、「ドラゴンクエスト、この名前を聞いたことのない人はおそらくお年寄りぐらいのものでしょう」と知名度の高さを指摘したほか、社会現象として取り扱われたことや一大ブームを巻き起こしたことを指摘した。その他、「画面上にウィンドウを開いてコマンドを選択する方法が目新しかった」と操作系統の斬新性を肯定的に評価、さらにRPGというゲームジャンルの普及に貢献したことや、アクションやシューティングなどの他ジャンルが苦手だった層にまでファミリーコンピュータのユーザーを拡大させたと指摘した。
その他、同付録の巻末に収録されている「ロムカセット部門別BEST5」では、音楽3位、操作性1位、オリジナリティ2位を獲得した。
本作は疑似マルチウィンドウ型のメニュー、パソコン用RPG『ウルティマ』に代表される二次元マップのカーソル移動を基盤としたキャラクターの移動、同じくパソコン用RPG『ウィザードリィ』に代表される対話式の戦闘モードなどといったスタイルを、当時の技術レベルでの512kbit（64KB）という、2000年代ごろにおけるフィーチャーフォンの待受画像1枚分相当のROM容量の中で実現させた作品である。このようにファミコンという性能的にも容量的にも制約のある環境で、パソコンユーザーとの利用者の違いを理解して作られた本作はRPGの大衆化に成功した作品であるといえる。

## 関連商品

### 攻略本
- ファミリーコンピュータ版
  - ファミコン神拳奥義大全書 ドラゴンクエスト（集英社、ISBN 978-4834210514）
  - ドラゴンクエスト 完全攻略本（徳間書店、ISBN 978-4197233274）
  - ドラゴンクエスト 公式ガイドブック（エニックス、ISBN 978-4900527010）
- スーパーファミコン版
  - Vジャンプブックスゲームシリーズ ドラゴンクエストI・II（集英社）
  - ドラゴンクエストI・II 公式ガイドブック（エニックス、ISBN 978-4870257412）
- ゲームボーイ版
  - Vジャンプブックスゲームシリーズ ゲームボーイ ドラゴンクエストI・II（集英社、ISBN 978-4087790368）
  - ゲームボーイ ドラゴンクエストI・II 公式ガイドブック 上巻 世界編（エニックス、ISBN 978-4757501157）
  - ゲームボーイ ドラゴンクエストI・II 公式ガイドブック 下巻 知識編（エニックス、ISBN 978-4757501164）

### その他の書籍
- ファミコン冒険ゲームブック ドラゴンクエスト 蘇る英雄伝説（双葉社刊、全1巻、ISBN 978-4575760200、1986年12月）
- 小説ドラゴンクエスト（エニックス刊、作：高屋敷英夫、ISBN 978-4757502437、1989年4月7日）
- ドラゴンクエスト モンスター物語[注 17]（エニックス、ISBN 978-4900527089、1989年7月）
- ゲームブックドラゴンクエスト（エニックス刊）
  - 上巻 甦るロト英雄伝説 ISBN 978-4900527157、1989年11月
  - 下巻 死闘! 竜王の島 ISBN 978-4900527164、1989年11月
- ドラゴンクエスト アイテム物語[注 17]（エニックス、ISBN 978-4900527249、1989年12月）
- ドラゴンクエストへの道（エニックス刊、監修：石ノ森章太郎、作画：滝沢ひろゆき、全1巻、1990年2月）
  - 本作品が世に出るまでの経緯を描いた漫画作品。後に内容を再編集した廉価版（全1巻）が出ている。本作中でRPGを出す前に、プレイヤーに遊び方に慣れてもらう目的でアドベンチャーゲームを出そうという話になり、『ドラゴンクエスト』と同じ堀井雄二作の『ポートピア連続殺人事件』がファミコンに移植されたというエピソードが描かれている。
- ドラゴンクエスト 知られざる伝説 ロト2[注 18]（エニックス、本文：松本多津子、ISBN 978-4900527829、1992年3月）
- † CDシアター ドラゴンクエストI - ドラマCDだが書籍扱い。

### 音楽作品
†は廃盤。太字は2024年3月現在も販売されているCDである。
- † 組曲「ドラゴンクエスト」（アポロン音楽工業、BY30-5121、1986年10月5日） - 当時はCDの普及黎明期であったため、アナログレコード盤も併売。東京弦楽合奏団演奏のオーケストラ版、ファミコンのゲーム音源、シンセサイザー版を収録。シンセサイザー版の演奏はすぎやまによって行われ、戦闘曲およびエンディング曲はロックアレンジ部分を含む。
- 交響組曲「ドラゴンクエストI」（キングレコード、KICC-6300、2009年8月5日） - 東京都交響楽団演奏。本作から『VIII』までのME集をオーケストラで演奏したものをカップリング。
  - † 交響組曲「ドラゴンクエストI」（アニプレックス、SVWC-7457、2007年3月21日）- レコード移籍に伴い廃盤。
- 組曲「ドラゴンクエストI・II」（キングレコード、KICC-6321、2009年10月7日） - 東京弦楽合奏団演奏（1986年8月・11月・12月録音）であり、前8曲が『I』の楽曲。

| No. | 楽曲名       | 備考 |
| --- | ------------ | --- |
| 1   | 序曲         | 交響組曲版は4分弱あり、メインメロディ部分のアレンジはその後の序曲に流用されている |
| 2   | ラダトーム城 | - 2階（王室）と1階・地下とでアレンジが変わる（ただしリメイク版では廃止されている） - FC版、MSX・MSX2版ではほこらでもこの曲が使用される |
| 3   | 街の人々     | - FC版、MSX・MSX2版では名前および復活の呪文入力時も使用される - なおFC版のIでは同曲、リメイク版のIおよびXIでは同曲のアレンジ版（交響組曲版の一部）が間奏曲として採用された - 歌詞がつけられ、女性デュオ「ルーラ」が歌いCDが発売されていた（タイトルは「町の人々」） |
| 4   | 広野を行く   | - アレフガルドの曲であり、FC版、MSX版、MSX2版ではAメロのループ、リメイク版では交響組曲版に準じている - シリーズ第1作の開発当時すぎやまは、ただ1人で旅立つ勇者の期待と不安をイメージしてこの曲を作った - 中村光一は当初、勇壮なイメージが少し欠けていると感じ納得できなかったが、繰り返し聞くうちに親しみやすい曲であることが分かったとのことである |
| ５  | 戦闘         | 交響組曲版およびリメイク版で、曲の後半部分と装飾フレーズが追加され、以後はそれが基準となってアレンジされ続けている |
| 6   | 洞窟         | - 階層が深くなるにつれて音程が低くなり、テンポも遅くなっていく（スマホ版以外） - FC版、MSX・MSX2版ではドムドーラでも使用される - GB版の第一階層では前奏が追加されている |
| 7   | 竜王         | - 竜王の変身体との戦闘時の曲であり、GB版のみ存在するオープニングデモにも使用される - ただ1つのフレーズをひたすら繰り返しながら中盤まで規模を増していき、その後再び収束していく構造をしている - SFC版ではわずかに前奏が追加されており、以後のアレンジ曲はそれをティンパニを用いて明確化している - このイントロは「竜王」が竜、即ちドラゴンであることに因み、銅鑼がゴーンと鳴るのをイメージしたものだという - 佳境にはいると竜の咆吼を模したホルンのグリッサンドも登場する |
| ８  | フィナーレ   | 本作品の終曲 |

上記ではIのFC版およびリメイク版に関する備考を記載、以降のナンバリングや派生作品で使用される場合の備考に関しては「ドラゴンクエストシリーズの楽曲一覧」を参照。
また、交響組曲版にはこのほかに「ME集」が収録されている。

## 動画・生配信・画像投稿に関するガイドライン
2021年3月19日に改定された。
- ファミリーコンピュータ版[43]
- スマートフォン版[44]
- ニンテンドー3DS版・PlayStation 4版・Nintendo Switch版[45]
- スーパーファミコン版[46]
- ゲームボーイ版[47]